# Présidence de Ulysses S. Grant
18e président des États-Unis
Présidence d'Andrew Johnson Présidence de Rutherford B. Hayes
La présidence de Ulysses S. Grant débuta le 4 mars 1869, date de l'investiture de Ulysses S. Grant en tant que 18e président des États-Unis, et prit fin le 4 mars 1877. Membre du Parti républicain, Grant entra en fonction après avoir battu le candidat démocrate Horatio Seymour à l'élection présidentielle de 1868 ; il fut réélu en 1872 à une écrasante majorité face à Horace Greeley, un républicain dissident qui s'était présenté sous la bannière du Parti républicain libéral. L'arrivée au pouvoir de Grant intervint quelques années après la fin de la guerre de Sécession et il présida en grande partie à l'ère de la Reconstruction. Après l'élection présidentielle de 1876, le républicain Rutherford B. Hayes lui succéda à la Maison-Blanche. 
La Reconstruction fut l'enjeu majeur des deux mandats de Grant à la tête du pays. Dès 1870, tous les anciens États confédérés furent réadmis au sein de l'Union et représentés au Congrès, mais les démocrates, ainsi que les anciens propriétaires d'esclaves, refusèrent de considérer les affranchis comme des citoyens à part entière malgré le droit de vote accordé à ces derniers par le quinzième amendement de la Constitution. De plus, le Ku Klux Klan menait une politique de terreur dans le Sud à l'égard des Afro-Américains. En 1871, les activités du Klan étant devenues incontrôlables, Grant, avec l'appui du Congrès, créa le département de la Justice et promulgua les Enforcement Acts pour protéger les droits des Afro-Américains. Le président et son ministre de la Justice Amos T. Akerman conduisirent en outre une répression féroce contre le Klan, notamment en Caroline du Sud, ce qui déboucha sur de nombreuses condamnations et le démantèlement du Klan. Plutôt que de s'entourer d'une équipe de conseillers compétents et dignes de confiance, Grant se fia à son propre jugement dans les nominations de son cabinet et fit souvent appel à d'anciens camarades de l'armée qui n'avaient qu'une compréhension réduite des affaires publiques et un faible sens de l'éthique. En 1872, une loi ratifiée par le président Grant donnait naissance au parc national de Yellowstone, le premier du genre aux États-Unis.
Au début de son second mandat, la nation traversait une période de prospérité : la dette nationale, les dépenses publiques, les droits de douane et le nombre de fonctionnaires fédéraux avaient diminué tandis que les recettes fiscales étaient en augmentation. Le Congrès instaura également l'étalon-or qui réduisit le volume de monnaie papier en circulation. Cependant, le déclenchement de la panique de 1873 porta un coup dévastateur à l'économie nationale. Une grave dépression économique s'ensuivit et l'opinion publique se retourna contre Grant. Aux élections de mi-mandat de 1874, les démocrates reprirent le contrôle de la Chambre des représentants. La situation fut aggravée par la multiplication des accusations de corruption au sein du gouvernement, même si Grant prit des mesures en nommant des réformateurs pour endiguer le fléau. L'un des scandales les plus graves fut celui du Whiskey Ring qui impliqua le secrétaire personnel du président, Orville E. Babcock, et en 1876, le secrétaire à la Guerre William W. Belknap dut démissionner alors qu'il était visé par le Congrès pour une affaire de pots-de-vin. Dans le même temps, Grant continua d'appuyer le processus de reconstruction et il signa le Civil Rights Act of 1875 qui interdisait la discrimination raciale dans les logements publics. Il ne put cependant empêcher les démocrates de reprendre le contrôle des législatures sudistes.
Les États-Unis furent en paix avec le reste du monde durant les huit années que dura la présidence de Grant, mais son bilan en politique étrangère demeure contrasté. Les tensions avec les tribus amérindiennes de l'Ouest restèrent fortes sous son administration. Sous l'impulsion du secrétaire d'État Hamilton Fish, les relations avec le Royaume-Uni furent apaisées par le traité de Washington, qui permit de régler un certain nombre de contentieux remontant à la guerre de Sécession, tandis qu'une issue pacifique fut trouvée à l'affaire Virginius qui avait failli provoquer une rupture avec l'Espagne. Grant voulut également annexer l'île de Saint-Domingue dans les Caraïbes mais il en fut empêché par le Sénat.
Avec l'achèvement du chemin de fer transcontinental en 1869, l'Ouest fut ouvert à la colonisation en dépit de la résistance parfois féroce des Amérindiens. Grant s'efforça de traiter pacifiquement avec les tribus, mais l'arrivée en masse des colons rendait le conflit difficile à éviter et ce fut sous son mandat qu'eut lieu la guerre des Black Hills. La présidence de Grant est généralement jugée de manière très défavorable par les historiens en raison de la corruption de son administration, mais sa réputation a été fortement réévaluée depuis quelques décennies pour sa réforme de la politique indienne, son engagement en faveur des droits des Afro-Américains, ses réalisations dans le domaine de la fonction publique et la meilleure protection accordée aux femmes au niveau fédéral.

## Élection présidentielle de 1868

Résultats de l'élection présidentielle américaine de 1868.

Lorsqu'il entra dans la course à la présidence en 1868, la popularité de Grant était très importante au sein du Parti républicain en raison de sa victoire sur le général sudiste Robert E. Lee pendant la guerre de Sécession et de sa rupture avec le président sortant Andrew Johnson. Il fut choisi sans opposition par les délégués républicains à la convention nationale du parti au mois de mai tandis que le président de la Chambre des représentants Schuyler Colfax fut désigné pour briguer la vice-présidence. 
Les républicains axèrent leur campagne sur les droits des Afro-Américains dans les États du Sud mais ne firent pas de cette question une priorité dans le Nord. Leur plateforme programmatique, hostile à l'utilisation des billets de banque, plaidait le recours à l'or pour rembourser les dettes contractées par les États-Unis, encourageait l'immigration et soutenait les droits pleins et entiers des citoyens naturalisés. En outre, les partisans de Grant prônaient une politique de reconstruction radicale qui rompait avec la ligne plus conciliante du président Johnson. Dans sa lettre d'acceptation au parti, Grant concluait par les mots Let us have peace (« Faisons la paix ») et cette phrase devint le slogan de campagne des républicains. 
Le jour de l'élection, Grant obtint 52,7 % des voix et une large avance de 214 grands électeurs contre 80 pour le candidat démocrate Horatio Seymour. Le succès de Grant reposait en partie sur le fait que six États du Sud étaient contrôlés par les républicains et que de nombreux ex-confédérés n'avaient toujours pas recouvré leur droit de vote.